# ハムバッカー

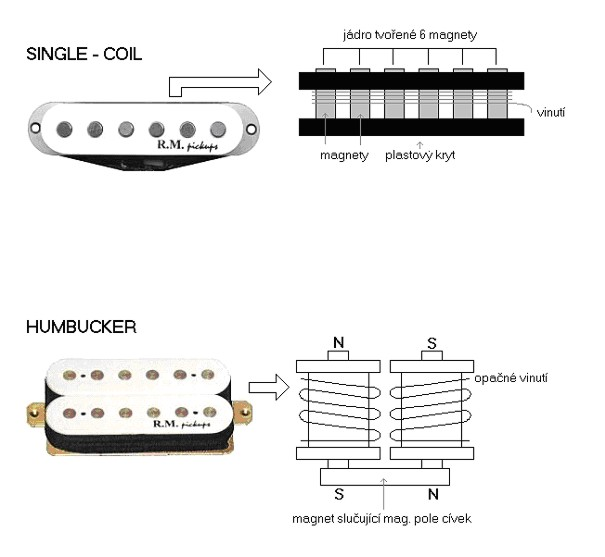
ハムバッキングピックアップとシングルコイルピックアップの構造比較図

ハムバッカー（Humbucker）とは、主にエレクトリックギターやエレクトリックベースなどにおいて、弦の振動を検出して電気信号に変換する部品であるピックアップの、ハムノイズを低減する技術のひとつである。この技術を用いたピックアップやギターの種類をハムバッキングやハンバッカーと呼ぶ場合がある。

## ハムノイズ
永久磁石の芯に電線を巻きつけコイルとした（ハムバッカー考案以前から存在する）シングルコイルピックアップは、電磁誘導の一態である磁束密度変化によって物理的な弦振動を電気信号へ変換するが、倍音などの微細な弦振動を検出するためにコイルの巻き数は大変多い。そのためコイルは電気的なインピーダンスが高くなり、商用電源から空間へ漏れている微弱な電磁波も電磁結合によって検出しやすい。この電磁波の周波数は商用電源と同じであるため可聴帯域であり、アンプからは低く連続したハム音として聞こえる。

## ハムノイズ低減の原理

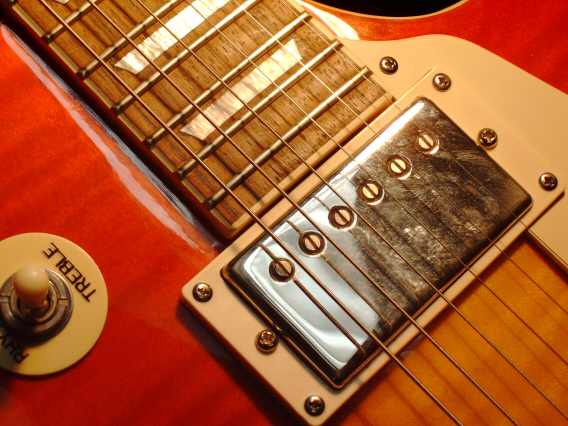
ギブソン・レスポールに使用されたハムバッキング・ピックアップの部分の拡大写真

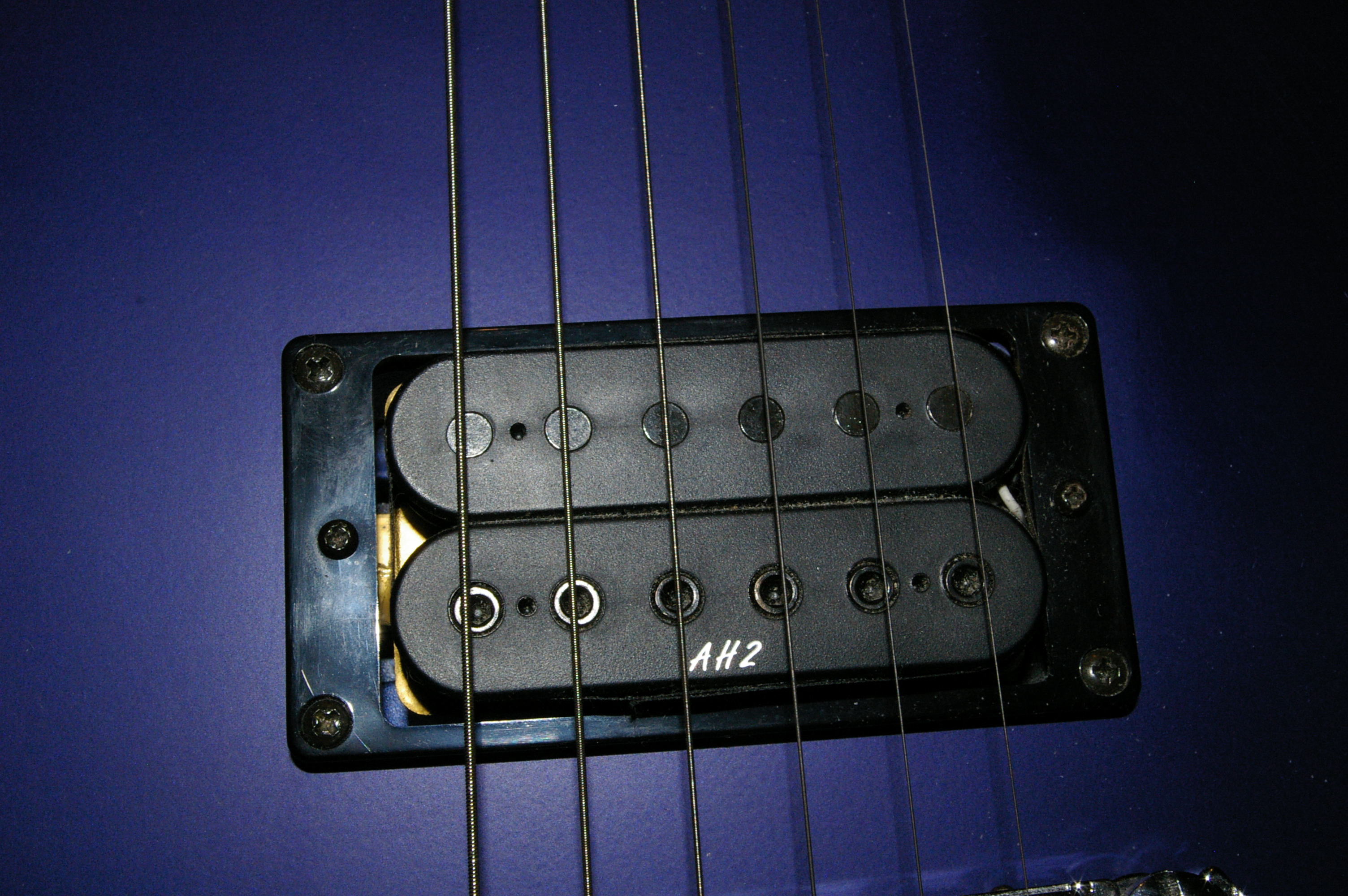
典型的なハムバッカーピックアップ 並べられた2つのコイルが見えるカバーがないタイプ

磁極の向きに対して同じ巻き方向のコイルを持つ（同相という）シングルコイルピックアップを、対にして用いる。配置は隙間を空けずに並べ、一方のピックアップはN極側を弦に向け他方のピックアップはS極側を弦に向ける（一方は他方とは裏返しにする）。二つのピックアップを直列接続するとコイルの位相関係は逆相になる。説明の便宜上、一方を正相コイル、他方を逆相コイルと記述する。
- 透磁性の材質(ほとんどの場合鉄製)でできた弦の振動による磁束密度変化は、弦に向けられた磁極が二つのコイルでSとNと異なるため、正相コイルには正相の、逆相コイルには逆相の信号となって現れる。ところが二つのコイルの位相が電気的接続において逆相であるため、逆相コイルの信号は反転し正相となり、双方のコイルで得られた信号は加算され倍化する。
- ハムノイズは、電磁誘導の一態である電磁結合によって、双方のコイルに同相で検出される。二つのコイルの電気的接続位相が逆相であることから、双方で検出したノイズは互いに打ち消し合い減少する。

このように、シングルコイルピックアップに比して信号対ノイズの比率（S/N比）を大きくとることができる。ピックアップ自体の原理は電磁誘導であるが、その内の磁束密度変化と電磁結合を使い分け、信号とノイズを区別する巧妙な仕組みである。

## 音色の特徴
シングルコイルピックアップはハムノイズがある代わりに弦の振動を素直に変換する。これに比してハムバッカーの音色特徴を記述する。
ハムバッカーは2つのピックアップを用いることからコイルの巻き数が倍化されており、ともに倍加している電気抵抗とインダクタンスにより、倍音を含めた高周波が減衰する。また2つのピックアップは、その物理的間隔から弦振動に対して検出位置が異なるため、ある弦振動に対する倍音出力も異なる。これらのことが周波数特性や倍音構成に変化を与え、中低域の周波数が強調された独特の甘く厚みのある音質になる。アンプにつないだ場合、出力が倍増している分、音が歪みやすく、ロック音楽のオーバードライブサウンド、ディストーションサウンドを得やすい。

## 文献
- ロブ・ローレンス 著、小川公貴 訳、ロッキン・エノッキー監修 編『レスポール大名鑑1915〜1963 写真でたどるギブソン・ギター開発全史』ブルース・インターアクションズ〈P-Vine BOOks〉、2011年2月（原著2008年）。ISBN 978-4-86020-390-0。 NCID BB06093683。OCLC 698071991。